# El Grullo
El Grullo – miasto i gmina w Meksyku, w stanie Jalisco. W 2005 liczyło 21 825 mieszkańców.